# Autokrator
Autokratōr (grško αὐτοκράτωρ [autokrátor], mn. αὐτοκράτορες [autokrátores]   iz grškega αὐτός in  κράτος,  slovensko samodržec, avtokrat) je bila grška epiteta za posameznika, ki je izvajal absolutno oblast brez omejevanja  nadrejenih. V zgodovinskem kontekstu se je uporabljal za vojaške vrhovne poveljnike ter rimske in bizantinske cesarje kot prevod latinskega naslova imperator. Njegova povezava  z bizantinskim absolutizmom  je bila povod za  sodobna izraza avtokrat in avtokracija. V sodobni grščini pomeni cesarja. Ženska oblika naslova je  autokrάteira (αὐτοκράτειρα, cesarica).

## Antična Grčija
Naslov je nastal v antični Grčiji v poznem 5 stoletju pr. n. št.. Uporabljal se je za generale z neomejenimi pooblastili, predvsem za vrhovne poveljnike (stratēgos autokratōr). V klasičnih Atenah so bili stratēgoi autokratores generali, ki so lahko izvajali vojaške operacije in diplomatske odločitve brez predhodnega posvetovanja z Atensko skupščino. Takšna pooblastila so dobili predvsem generali, za katere se je domnevalo, da bodo delovali daleč od Aten, na primer med invazijo na Sicilijo. Generali so bili po svoji vrnitvi za svoje odločitve kljub temu odgovorni atenski skupščini. Atenskemu zgledu so sledile tudi druge grške države, na primer Sirakuze, kjer je položaj postal osnova moči več mestnih tiranov. V različnih zvezah mestnih držav so za stratēgoi autokratores imenovali vrhovne poveljnike združenih armad. Eden od njih je bil Filip II. Makedonski, katerega je za  hegemona  (hēgemōn)  in avtokratskega stratega (stratēgos autokratōr) imenovala Korintska zveza južnih grških držav. Enak položaj je kasneje dobil tudi njegov sin Aleksander Veliki. Naslov se je uporabljal tudi za odposlance z neomejenimi  pooblastili (presbeis autokratores).

## Rimsko in Bizantinsko cesarstvo
Po vzponu Rimske republike so začeli grški zgodovinarji naslov  [stratēgos] autokratōr uporabljati za prevajanje različnih rimskih izrazov:  Polibij za prevajanje naslova diktator (dictator), Plutarh pa za prevanjanje zmagovalskega naslova imperator.  Če je bil naslov imperator  sestavni del naslova rimskih cesarjev, se je v grščino uradno prevajal kot autokratōr. Izraz  se je v grških prevodih iz latinščine uporabljal do leta 629, ko je cesar Heraklij uvedel enakovreden grški naslov basileus.
Naslov autokratōr se je  v Bizantinskem cesarstvu v arhaičnih oblikah obdržal za naslavljanje cesarjev na uradnih slovesnostih. Ponovno je oživel, vendar ne prej kot v zgodnjem 9. stoletju,  kot basileus [kai] autokratōr (βασιλεύς [καὶ] αὐτοκράτωρ), kar se običajno prevaja kot cesar in avtokrat. Naslov je pomenil  najvišjega od več vladajočih socesarjev (συμβασιλεῖς, symbasileis), ki je bil dejanski vladar.  V obdobju Paleologov se je raba razširila tudi na izbranega cesarjevega naslednika. Na kovancih se je začel naslov uporabljati leta 912, na cesarskih odlokih  in iluminiranih rokopisih  pa v 11. stoletju.
Vojaški naslov stratēgos autokratōr se je v bizantinskem obdobju uporabljal zlasti 6. stoletju, na primer za generala Belizarja, in ponovno v 10.-11. stoletju za visoke vojaške poveljnike. Cesar Bazilij II. je za stratega avtokrata Bolgarije imenoval  Davida Arianita, s čimer mu je podelil  poveljstvo nad vsemi regionalnimi strategi  na severnem Balkanu.

## Slovanski narodi
Bizantinske vzorce naslavljanja so posnemala tudi balkanski slovanski narodi in kasneje Rusko cesarstvo. 
Vladarji Drugega bolgarskega cesarstva so se naslavljali s  cesar (car) Bolgarov,  na začetku tudi s car Bolgarov in Vlahov.  Car Ivan Asen II. (vladal 1218-1241), ki je po zmagi v bitki pri Klokotnici razširil svojo oblast na večino bizantinskega balkanskega ozemlja, je privzel naslov car in avtokrator vseh Bolgarov in Grkov, ki ga je pred njim kot prvi uporabljal car Simeon I. (vladal 893–927).
Ko se je srbski kralj Stefan Dušan leta 1345/1346 razglasil za cesarja, je uporabljal naslov  car (basileus in autokratōr) Srbov in Grkov, s katerim je želel poudariti, da je neposreden naslednik bizantinskih cesarjev, čeprav ni imel oblasti niti nad  Konstantinoplom niti nad Ekumenskim  patriarhatom, ki sta naslovu dajala legitimnost.
Na podoben način so ruski carji od ustanovitve Ruskega imperija do propada Ruske monarhije leta 1917 uporabljali naslov car in avtokrat vseh Rusov. 
V slovanskih jezikih se naslov avtokrat uporablja v transliteritranih oblikah: slovensko samodržec,  bolgarsko самодържец [samodăržec], srbsko самодржац  [samodržac] in rusko самодержец  [samoderžec]. 